# 원더보이 (비디오 게임)
《원더보이》(Wonder Boy, ワンダーボーイ)는 1986년 세가가 발매한 아케이드 플랫폼 게임이다. 실제작은 니시자와 류이치가 기획하고 이스케이프 사(후 웨스톤 비트 엔터테인먼트)가 개발했다.
처음 오락실용으로 출시한 후, 가정용 이식판이 세가 마스터 시스템, 게임 기어 및 SG-1000로 등장했다. 또한 서양 지역에서는 액티비전이 개발한 코모도어 64, ZX 스펙트럼 및 암스트래드 CPC판이 출시됐다. 그 외에, 허드슨 소프트에서 이 게임의 라이센스를 빌려다가 패밀리 컴퓨터로 재구성한 독자적인 시리즈 《다카하시 명인의 모험도》가 출시됐다.
2016년 10월 12일, CFK가 개발한 리메이크 《원더보이 리턴즈》가 마이크로소프트 윈도우, 플레이스테이션 4로 출시됐다.

## 게임플레이
게임의 목표는 원시인 원더보이를 조종해 드래콘에게 납치당한 여자친구 티나를 구해내는 것이다. 아케이드판에선 각각 4라운드로 구성된 에어리어 7개를 돌파해야 한다. 여자친구의 잃어버린 물건을 모조리 먹어야 한다.
가다가 보통 알과 얼룩 알이 있는데, 보통 알에는 아이템과 천사가 나온다. 천사가 나타나면 일정시간동안 무적상태가 된다. 하지만 얼룩 알은 깨면 안 된다. 방심하다가 얼룩 알을 깨면 악마가 나와 무적 상태가 되지 않을 뿐 더러 실패할 확률이 크다.

## 발매
아케이드 판은 1986년 4월 세가 시스템 1 기판으로 출시됐다.
마스터 시스템판은 1987년 3월 발매됐다. 이 판에서는 에어리어 하나가 더 추가됐고, 각 에어리어마다 있는 아이템을 전부 수집하면 갈 수 있는 최종 에어리어도 생겼다.

## 평가
| Reception (Ports) |            |
| --- | ---------- |
| 평론 점수 평론사 점수 크래시 43% (ZX) [ 6 ] CVG 7/10 (C64) [ 7 ] 싱클레어 유저 (ZX) [ 8 ] 유어 싱클레어 7/10 (ZX) [ 9 ] |            |
| 평론 점수 |            |
| 평론사 | 점수       |
| 크래시 | 43% (ZX)   |
| CVG | 7/10 (C64) |
| 싱클레어 유저 | (ZX)       |
| 유어 싱클레어 | 7/10 (ZX)  |